# Universidade de Taubaté
A Universidade de Taubaté (Unitau) é uma autarquia educacional brasileira pertencente ao governo municipal de Taubaté, com diversas unidades espalhadas pelo município contando bem como com campi nos municípios de Ubatuba, São José dos Campos, Mogi Guaçu (São Paulo) e Belém (Pará).
Formou, ao todo, mais de 90 mil alunos, sendo a maior universidade do cone leste paulista e uma das mais tradicionais do interior de São Paulo. É a 1ª e maior universidade pública de caráter municipal da América Latina e, recentemente, foi eleita a 9ª melhor universidade do Estado de São Paulo, ocupando também a posição de 40ª melhor insituição de ensino superior do país e figurando entre as 75 melhores da América Latina.

## História
A Unitau, tal como se encontra nos dias atuais, foi criada pela Lei Municipal nº 1.498, de 6 de dezembro de 1974, reconhecida pelo Decreto Federal nº 78.924/76 e recredenciada pela Portaria CEE/GP nº 30/03.

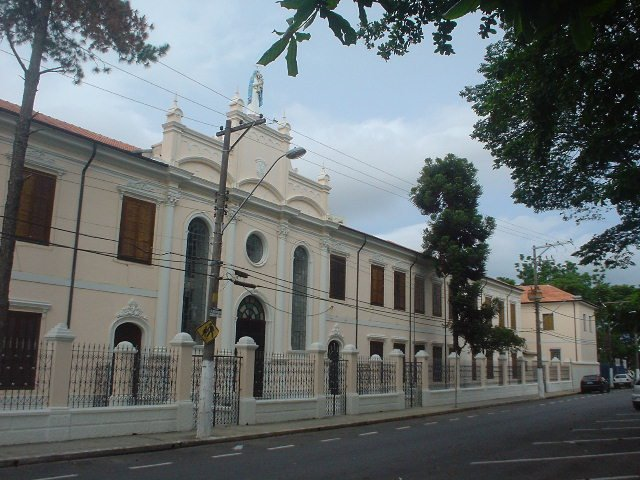
Atual fachada do campus do Bom Conselho, o maior da universidade.

Porém, a história dos cursos superiores de Taubaté tem início com a criação de faculdades. A primeira delas, a Faculdade de Filosofia, Ciências e Letras foi criada em 20 de setembro de 1956; em 2 de setembro de 1957 foi criada a Faculdade de Direito e também a Faculdade de Ciências Contábeis; a Escola de Engenharia surgiu em 21 de novembro de 1964; a Faculdade de Medicina inicia-se em 22 de abril de 1967, porém, só em 1982 é que passou a fazer parte da Universidade; a Faculdade de Serviço Social iniciou suas atividades em 10 de maio de 1963; a Escola Superior de Educação Física e Desportos no dia 7 de outubro de 1968. Essas faculdades, criadas como autarquias municipais ou como instituições particulares, funcionaram à época, com estrutura, administração e ensino independentes.
Em 1969, um dos responsáveis pela fundação da universidade, Alfredo José Balbi, funda, juntamente com outros professores, o Colégio Industrial de Taubaté como unidade integrante da Escola de Engenharia. O colégio foi o primeiro no Vale do Paraíba a implantar a educação profissional de ensino médio. Posteriormente, com a instalação e a consolidação da universidade, a escola passou a se chamar Dr. Alfredo José Balbi.
Em 3 de setembro de 1973 as antigas faculdades foram reunidas, constituindo a Federação das Faculdades de Taubaté (FFT), a qual evoluiu, em 1974, para a atual Universidade de Taubaté, instalada em 2 de janeiro de 1976 e cujo primeiro reitor foi o então presidente da Federação, José Alves, também um professor de carreira da Faculdade de Direito.
A Unitau é uma instituição de ensino superior sob a forma de autarquia educacional de regime especial, e rege-se por disposições legais gerais e específicas pelo seu Estatuto e pelo Regimento Geral.

### Reitores[22]
- José Alves (2 de janeiro de 1976[23] a 1º de janeiro de 1980)
- Sebastião Monteiro Bonato (2 de janeiro de 1980 a 1º de junho de 1983)[24]
- Walter Thaumaturgo Júnior (16 de julho de 1983 a 16 de julho de 1987)
- Milton de Freitas Chagas (17 de julho de1987 a 16 de julho de 1991)
- Francisco Pinto Barbosa (pró-tempore, 17 de julho de 1991[25] a 20 de janeiro de 1993)
- Milton de Freitas Chagas (21 de janeiro de 1993[26] a 21 de janeiro de 1997)[27]
- Nivaldo Zollner (22 de janeiro de 1997[28] a 21 de janeiro de 2001[29])
- Antonio Marmo de Oliveira (pró-tempore, 22 de janeiro de 2001[29] a 3 de julho de 2002)
- Nivaldo Zollner (4 de julho de 2002 a 2 de julho de 2006)
- Maria Lucila Junqueira Barbosa (3 de julho de 2006[30] a 3 de julho de 2010[31])
- José Rui Camargo (3 de julho de 2010 a 5 de abril de 2018)
- Isnard de Albuquerque Câmara Neto (pró-tempore, 6 de abril de 2018 a 2 de julho de 2018)
- Nara Lucia Perondi Fortes (atual reitora, desde 3 de julho de 2018).

## Situação atual
A sua produção científica fica somente atrás, no estado, das universidades estaduais (a USP, a UNICAMP e a UNESP) e federais (a UFABC, a UFSCar e a UNIFESP) – sendo assim uma das maiores insituições em números de trabalhos públicados no estado e no País, conforme estudo da FAPESP.
No Webometrics Ranking Web of World Universities 2009, uma lista de aferição do padrão das instituições de ensino superior do mundo elaborada pelo Consejo Superior de Investigaciones Científicas, um órgão de pesquisa do governo espanhol, e divulgada em julho de 2009, a Unitau consta como a 9ª melhor universidade do estado de São Paulo bem como a 40ª melhor do País. No ranking de 2010, a instituição manteve o desempenho na posição de 9ª melhor universidade do estado e a 75ª melhor da América Latina.

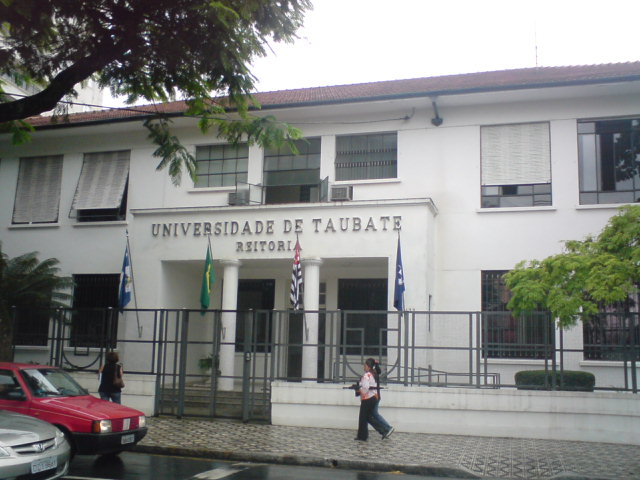
Fachada da reitoria da Unitau

A Unitau oferece ao todo 47 cursos de graduação (incluindo os de formação tecnológica), além dos cursos de pós-graduação stricto e lato sensu e, ainda, dos cursos de extensão universitária.
Possui aproximadamente 20 mil alunos, uma equipe formada por cerca de 900 professores (76% de mestres e/ou doutores) e 1,2 mil funcionários. Quanto à infra-estrutura, conta com 99 laboratórios, um acervo bibliográfico com mais do que 280 mil exemplares, mais de 50 núcleos de pesquisa cadastrados no CNPq nas áreas de Humanas, de Biociências e de Exatas, um hospital, uma clínica de psicologia, uma de fisioterapia e uma de odontologia. Além disso, mantém também uma rádio e uma emissora de televisão universitárias.
Em 2009, a instituição realizou uma série de eventos comemorativos em razão dos seus 35 anos como universidade. Também naquele ano, comemorou-se os 50 anos da Faculdade de Direito de Taubaté, os 40 anos da Escola Dr. Alfredo José Balbi e os 30 anos do Departamento de Comunicação Social, todos pertencentes à universidade.

### Eleições diretas para reitor

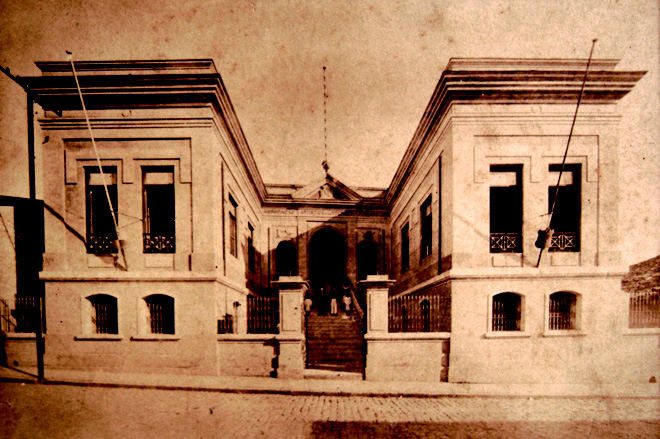
Fachada do prédio da Associação Artística e Literária de Taubaté, fundada em 1895 e que, desde a década de 1950, abriga o atual Departamento de Ciências Sociais e Letras da Unitau.

No dia 16 de junho de 2009, o conselho universitário da Unitau modificou o estatuto da instituição, de modo a modificar a forma pela qual são eleitos o reitor e o vice-reitor da universidade. Com a alteração, professores, funcionários e alunos puderam participar ativamente do processo de eleição dos cargos.
A eleição envolve primeiramente uma consulta prévia à comunidade acadêmica da Unitau, passando por um Colégio Eleitoral da Universidade formado pelo Conselhos de Administração, de Ensino e Pesquisa e Universitário antes da decisão oficial do prefeito de Taubaté sobre a escolha dos ocupantes dos cargos. Na consulta à comunidade acadêmica, os votos dos professores têm peso de 70%, os votos dos funcionários pesam 20% e os dos alunos 10%. O modelo de escolha dos cargos é baseado no adotado por outras universidades públicas brasileiras, a exemplo da UNESP.

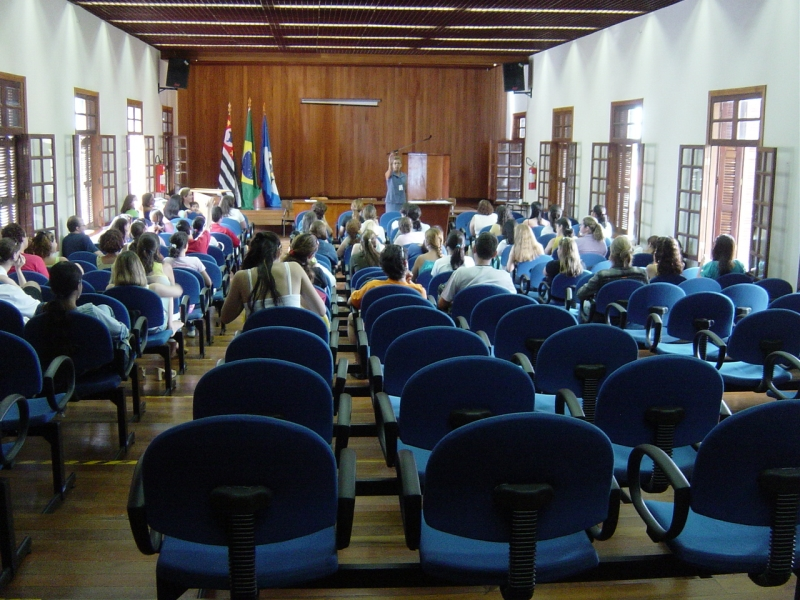
Anfiteatro do Departamento de Medicina, no campus Bom Conselho.

Na primeira eleição nesse sistema, foram formadas três chapas para concorrer aos cargos de reitor e vice-reitor da instituição. Com 55,67% dos votos válidos, a chapa 3 (União) saiu como a favorita da consulta prévia, sendo representada pelos professores José Rui Camargo (então vice-reitor da intituição) como candidato a reitor e Marcos Roberto Furlan como candidato a vice. O resultado das prévias foi homologado pela prefeitura de Taubaté e Camargo assumiu a reitoria da Unitau em 3 de julho de 2010 para um mandato de 4 anos.
Nas eleições de 2014, José Rui Camargo voltou a se candidatar para um novo mandato, dessa vez tendo como candidato a vice-reitor o professor Isnard de Albuquerque. Na consulta à comunidade acadêmica, houve comparecimento de apenas 13,75% dos votantes e a chapa de Camargo acabou por sagrar-se como favorita, com 44,39% dos votantes. Um mês depois, Camargo e Albuquerque foram oficialmente escolhidos pelo prefeito, José Bernardo Ortiz Júnior. O mandato vai até julho de 2018. Entre as principais promessas para o novo mandato de Camargo, está a da criação da Cidade Universitária.

## Localização
A universidade situa-se na cidade paulista de Taubaté, no Vale Médio do Rio Paraíba do Sul, no eixo de circulação entre as cidades São Paulo (da qual distancia-se 135 km) e do Rio de Janeiro (a 280 km) – centros de maior produtividade e concentração populacional do país. Também se localiza perto do litoral (95 km) e dos portos de São Sebastião (a 150 km) e de Santos (a 230 km), além de estar a 45 km da cidade de Campos do Jordão – um dos destinos turísticos mais famosos do país.

## Hospital universitário

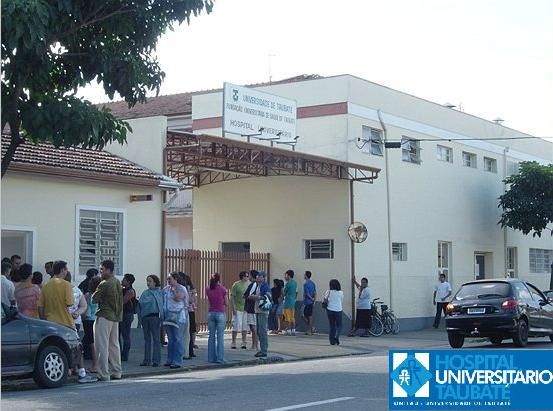
Hospital Universitário de Taubaté.

A Unitau mantém e administra um hospital que unificou os antigos Hospital-Escola, Pronto-Socorro e Hospital Modelo, então pertencentes à Irmandade de Misericórdia de Taubaté. Existe um projeto de construção de um novo Hospital Universitário, mas este deve ser concluído apenas em 2015.[carece de fontes?]
No orçamento do município de Taubaté para 2009, foi determinado o repasse de verba de R$500 mil mensais ao hospital.

## Docentes e discentes notáveis

### Professores e ex-professores de destaque
- Antônio Carlos Viana Santos, ex-presidente do Tribunal de Justiça de São Paulo, lecionou na Unitau entre 1977 e 2004.[46]
- Antonio Fernando Costella, advogado e jornalista, um dos fundadores da Escola de Comunicação e Artes da Universidade de São Paulo e fundador do museu Casa da Xilogravura, em Campos do Jordão, e da Editora Mantiqueira. Foi professor dos cursos de Comunicação Social da universidade.
- Cláudia Costin, economista, foi ministra da Administração e Reforma do Estado no Governo FHC. Atualmente, é Diretora Global de Educação do Banco Mundial.
- Erasmo de Freitas Nuzzi, jornalista, foi um dos fundadores do curso de Jornalismo da Unitau, em 1979, e lecionou na universidade até sua aposentadoria. Foi também professor, decano e diretor da Faculdade Cásper Líbero.[47]
- Francisco Assis Martins Fernandes, comunicólogo e pesquisador brasileiro, foi professor do Departamento de Comunicação Social entre 1995 e 2003.[48]
- Gerval de Almeida, Cirurgião-Dentista (1956) e Físico (1972). Tem importante papel dentro da UNITAU, sendo um dos criadores dos Departamento de Odontologia e de Fisioterapia, lecionando (1972-2010), e ocupando cargos de Pró-Reitor de Pesquisas, de Extensão e de Graduação. Considerado um dos pais da Ortodontia Brasileira moderna.
- Gilson de Carvalho, médico e gestor público, foi um dos idealizadores do Sistema Único de Saúde. Foi professor do Departamento de Medicina.
- Giorgio Giacaglia, cientista italiano, é professor da Unitau desde 1997.[49] Atualmente, é professor do Mestrado em Engenharia Mecânica da instituição.
- José Geraldo Rodrigues Alckmin, jurista, foi ministro do Supremo Tribunal Federal e um dos fundadores da Faculdade de Direito de Taubaté.
- Milton Hatoum, escritor e arquiteto, foi professor no Departamento de Arquitetura e Urbanismo da Unitau no final da década de 1970.
- Judas Tadeu de Campos, educador, historiador e jornalista, foi professor da universidade entre 1993 e 2010, em particular na área da Educação.

### Alunos e ex-alunos de destaque
- Washington Luís Lanfredi, professor de matemática, engenheiro, técnico eletrônica e escritor brasileiro.
- Ângela Guagadnin, médica, ex-deputada federal e ex-prefeita de São José dos Campos.
- Ary Kara José, advogado, ex-deputado federal e ex-presidente do Esporte Clube Taubaté.
- Geraldo Alckmin, médico e ex-governador de São Paulo.
- Herculano Marcos Ferraz de Alvarenga, médico e paleontólogo brasileiro.
- José Afonso Lobato, sacerdote católico, advogado e deputado estadual em São Paulo.
- José Carlos Sebe Bom Meihy, historiador, pesquisador e professor universitário brasileiro. Foi Professor Titular de História Ibérica da Universidade de São Paulo.[50]
- José Roberto dos Santos Bedaque, jurista, professor universitário e desembargador do TJ-SP. [51]
- Leniza Krauss, jornalista, repórter da Rede Record.
- Márcio Campos, jornalista, repórter da Rede Bandeirantes.
- Michael Keller, jornalista, repórter da Rede Record.
- Milton de Moura França, jurista, foi presidente do Tribunal Superior do Trabalho entre 2009 e 2012.[52][53]
- Nivaldo de Cillo, jornalista, repórter esportivo da Rede Bandeirantes.[54]
- Pedro Taques, jurista, ex-senador e atual governador do Mato Grosso.
- Thiers Fernandes Lobo, jurista, foi prefeito de Pindamonhangaba, promotor de justiça, procurador e desembargador do TJ-SP.[53][55]
- Toninho Moura, técnico de futebol.
- Zélia Maria Antunes Alves, jurista, foi a primeira mulher a se tornar juíza estadual em São Paulo (em 1981) e primeira a se tornar desembargadora do Tribunal de Justiça de São Paulo (em 1995).[53][56]